# Richburg (Nueva York)
Richburg es una villa ubicada en el condado de Allegany en el estado estadounidense de Nueva York. En el año 2000 tenía una población de 448 habitantes y una densidad poblacional de 187 personas por km².

## Geografía
Richburg se encuentra ubicada en las coordenadas 42°5′14″N 78°9′22″O / 42.08722, -78.15611.

## Demografía
Según la Oficina del Censo en 2000 los ingresos medios por hogar en la localidad eran de $21,750, y los ingresos medios por familia eran $26,875. Los hombres tenían unos ingresos medios de $30,156 frente a los $15,938 para las mujeres. La renta per cápita para la localidad era de $10,515. Alrededor del 16.6% de la población estaban por debajo del umbral de pobreza.